# Jose Hmae
Jose Hmae (* 5. März 1978) ist ein neukaledonischer Fußballspieler.

## Karriere
Der unter anderem für den AS Pirae spielende Mittelfeldspieler erzielte den entscheidenden Treffer gegen die Fidschianische Fußballnationalmannschaft im Finale der Südpazifikspiele 2007. Er spielte mindestens neunmal international und erzielte dabei drei Tore.